# Голуби (Полтавський район)
Голуби́ —  село в Україні, у Решетилівському районі Полтавської області. Населення становить 52 осіб. До 2020 орган місцевого самоврядування — Покровська сільська рада.

## Географія
Село Голуби знаходиться на правому березі річки Говтва, вище за течією на відстані 0,5 км розташоване село Шкурупії, нижче за течією на відстані 2 км розташоване село Білоконі. Річка в цьому місці звивиста, утворює лимани, стариці та заболочені озера. Поруч проходить залізниця, станція Шкурупії за 1 км.

## Історія
12 червня 2020 року, відповідно до розпорядження Кабінету Міністрів України № 721-р «Про визначення адміністративних центрів та затвердження територій територіальних громад Полтавської області», село увійшло до складу Решетилівської міської громади.
19 липня 2020 року, в результаті адміністративно - територіальної реформи та ліквідації Решетилівського району, село увійшло до складу новоутвореного Полтавського району Полтавської області.